# Amos Mac
Amos Mac (1981) es un escritor, fotógrafo y editor estadounidense. Como hombre transgénero, cofundó y se convirtió en editor en jefe de Original Plumbing, una revista que se centra en la cultura de varones transgénero. Mac eligió el título Original Plumbing para la revista como una versión lúdica de la obsesión que los medios tienen con los genitales de las personas transgénero.
Mac vive y trabaja en Los Ángeles como fotógrafo, escritor y editor. Sus imágenes han aparecido en The New York Times, Vogue Italia, Butt, y Out.
Para expresar y explorar su experiencia de ser un varón transgénero en Estados Unidos, él y su amigo Rocco Kayiatos crearon la revista Original Plumbing en 2009, mientras ambos vivían en San Francisco.
En 2011, realizó un tour por Estados Unidos con el grupo de arte feminista Sister Spit, donde  exhibía fotografías, leía sus escritos y hablaba abiertamente sobre la representación de las personas transgénero en los medios de comunicación.
En 2015, Mac fotografió una campaña para H&M, la cual se convirtió en la primera campaña de moda realizada enteramente por un reparto y equipo transgénero. La campaña contó con los modelos Hari Nef y Valentijn De Hingh.
En junio de 2016, se anunció que Mac formaría parte de The Trans List una película documental de HBO producida por Janet Mock junto con el director Timothy Greenfield-Sanders. Mock también entrevista al reparto, el cual presenta diez figuras prominentes transgénero, además de Mac: Laverne Cox, Miss Major Griffin-Gracy, Buck Angel, Kylar Broadus, Caroline Cossey, Shane Ortega, Alok Vaid-Menon, Nicole Maines, Bamby Salcedo y Caitlyn Jenner.
En The Trans List, Mac describe su vida antes de su transición: «Realmente no sé por qué esperé tanto tiempo», afirma. «Parecía que ya no era una opción para mi cordura o para mi salud. Tuve que dejar de pasar tanto tiempo tratando de ocultar mis emociones y mis problemas, y lidiar conmigo mismo.»
Mac posó para el fotógrafo Mark Seliger para su libro de fotografías On Christopher Street: Transgender Stories de 2016.
Actualmente trabaja en Los Ángeles, California en películas y espectáculos televisivos. En octubre de 2019, se anunció que sería uno de los escritores para el relanzamiento de la serie Gossip Girl.